# Flughafen Reno-Tahoe

i7
i11
i13
Der Reno-Tahoe International Airport (IATA-Code: RNO, ICAO-Code: KRNO) ist ein Flughafen in Reno im US-Bundesstaat Nevada. Er dient auch zur Anbindung des Ski- und Feriengebiets am Lake Tahoe. Außerdem wird er als Reno Air National Guard Base von der Nevada Air National Guard militärisch genutzt.

## Geschichte
Der Flughafen wurde 1929 durch Boeing Air Transport erbaut und nach dem Boeing-Vizepräsidenten Eddie Hubbard als Hubbard Field bezeichnet. 1936 wurde es durch United Airlines übernommen, die ein erstes Empfangsgebäude errichteten. 1953 wurde der Flughafen durch die Stadt Reno geleast, 1956 begannen mit Hinblick auf die Olympischen Winterspiele 1960 in Squaw Valley die Arbeiten am heutigen Terminalgebäude. Seit 1954 befindet sich am Flughafen auch die Reno Air National Guard Base, wo Einheiten der Nationalgarde von Nevada stationiert sind. Im Jahr 1994 erhielt der Flughafen den heutigen Namen, zuvor wurde er (Reno) Cannon International Airport genannt.

## Lage und Verkehrsanbindung
Der Reno-Tahoe International Airport liegt vier Kilometer südöstlich des Stadtzentrums von Reno. Die Interstate 580 und der U.S. Highway 395 verlaufen auf einer gemeinsamen Trasse westlich des Flughafens. Außerdem verläuft die Nevada State Route 659 östlich und südlich des Flughafens.
Der Reno-Tahoe International Airport wird durch Busse in den Öffentlichen Personennahverkehr eingebunden, die Routen 12 und 19 der RTC verbinden das Passagierterminal regelmäßig mit dem Stadtzentrum von Reno.

## Flughafenanlagen

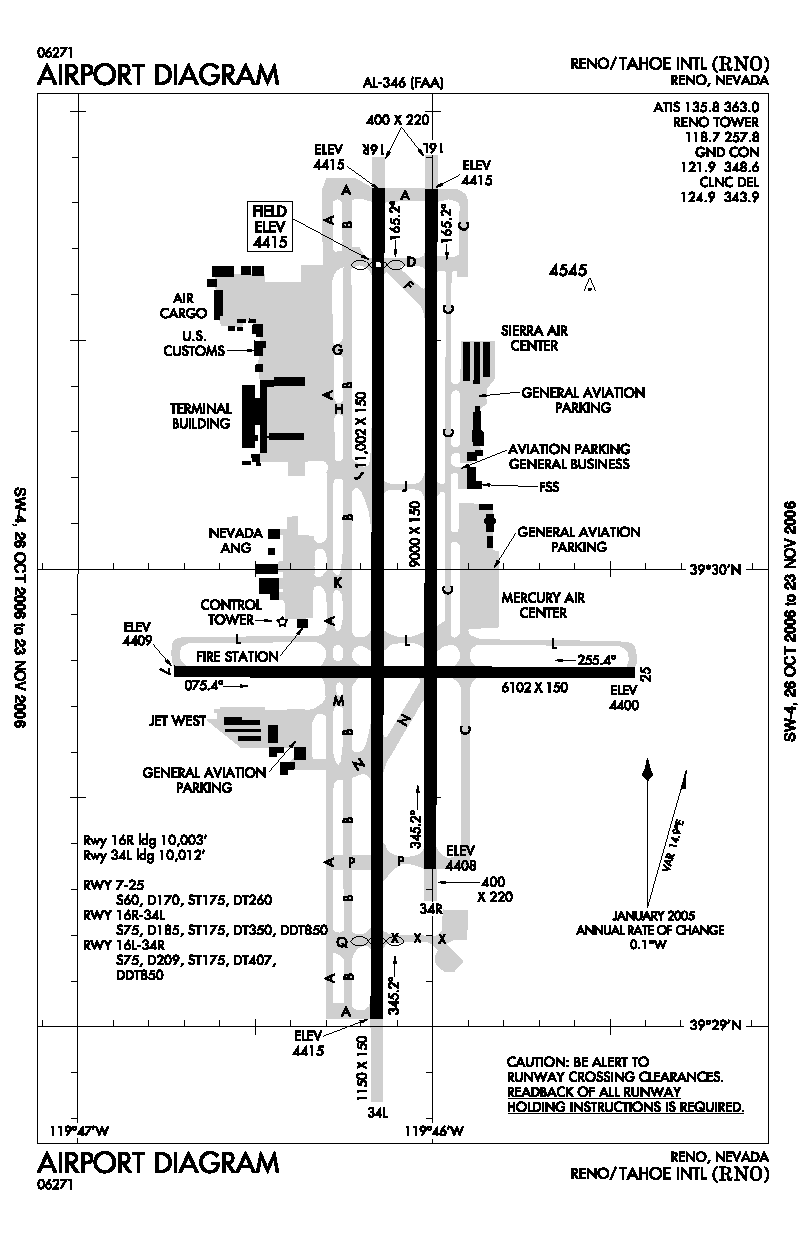
Flughafendiagramm (veraltet)

Der Reno-Tahoe International Airport hat eine Gesamtfläche von 587 Hektar.

### Start- und Landebahnen
Der Reno-Tahoe International Airport verfügt über drei Start- und Landebahnen. Die längste Start- und Landebahn trägt die Kennung 16R/34L, ist 3.353 Meter lang und 46 Meter breit. Sie ist mit einem Precision Approach Path Indicator, einem Instrumentenlandesystem und einem Drehfunkfeuer ausgestattet. Die parallele Start- und Landebahn 16L/34R ist 2.743 Meter lang und 46 Meter breit. Sie ist ebenfalls mit einem PAPI-System und einem Drehfunkfeuer ausgestattet, verfügt jedoch zusätzlich noch über Runway End Identifier Lights. Auf den parallelen Start- und Landebahnen sind außerdem Pistenrandbefeuerungen mit hoher Intensität installiert. Die Querwindbahn 07/25 ist 1.860 Meter lang und 46 Meter breit. Sie ist mit einem PAPI-System und Runway End Identifier Lights ausgestattet. Alle Start- und Landebahnen verfügen über einen Betonbelag.

### Terminal
Der Reno-Tahoe International Airport verfügt über ein Passagierterminal mit zwei Concourses und einer Grundfläche von 448.650 Quadratfuß beziehungsweise 41.681 Quadratmetern. Dieses ist mit insgesamt 23 Flugsteigen und ebenso vielen Fluggastbrücken ausgestattet. Da das Fluggastaufkommen zwischenzeitlich stark zurückgegangen ist, werden zahlreiche Flugsteige jedoch nicht genutzt.

#### Concourse B
Der südliche Concourse B ist mit elf Flugsteigen ausgestattet, diese tragen die Bezeichnungen B1 bis B11. Der Flugsteig B10 ist dabei der einzige Flugsteig des Flughafens, der für die Nutzung durch Großraumflugzeuge ausgelegt ist. An den restlichen Flugsteigen können maximal Schmalrumpfflugzeugen abgefertigt werden. Er wird von Delta Air Lines, Jetblue Airways und Southwest Airlines genutzt.

#### Concourse C
Der nördliche Concourse C ist mit zwölf Flugsteigen ausgestattet, diese tragen die Bezeichnungen C1 bis C12. Sämtliche Flugsteige sind für Flugzeuge bis zur Größe von Schmalrumpfflugzeugen ausgelegt. Er wird von Alaska Airlines, Allegiant Air, American Airlines, Frontier Airlines, United Airlines und Volaris genutzt.

### Sonstige Einrichtungen
Nördlich des Passagierterminals befinden sich Frachtterminals von DHL, FedEx und UPS Airlines. DHL und UPS teilen sich dabei ein Gebäude.
Südlich des Passagierterminals liegt die Reno Air National Guard Base der Nevada Air National Guard. Auf der Basis ist das 152nd Airlift Wing stationiert, welches ausschließlich mit Transportflugzeugen des Typs Lockheed C-130H ausgestattet ist.

## Fluggesellschaften und Ziele
Der Reno-Tahoe International Airport wird von neun Passagierfluggesellschaften und drei Frachtfluggesellschaften genutzt. Im Jahr 2018 wurden am Flughafen rund 4,2 Millionen Passagiere abgefertigt, größter Anbieter war dabei die Fluggesellschaft Southwest Airlines, gefolgt von American Airlines.
Der Reno-Tahoe International Airport wird vor allem mit den großen Drehkreuzen in den Vereinigten Staaten verbunden. Die einzige aktuell angebotene internationale Verbindung bedient Volaris mit Flügen nach Guadalajara.

## Verkehrszahlen
| Jahr | Fluggastaufkommen | Luftfracht (Tonnen) (mit Luftpost) | Flugbewegungen (mit Militär) |
| ---- | ----------------- | ---------------------------------- | ---------------------------- |
| 2018 | 4.210.095         | 67.523                             | 93.793                       |
| 2017 | 4.015.381         | 69.070                             | 84.725                       |
| 2016 | 3.650.830         | 70.947                             | 81.431                       |
| 2015 | 3.432.330         | 62.801                             | 79.195                       |
| 2014 | 3.305.090         | 58.554                             | 74.502                       |
| 2013 | 3.432.311         | 54.900                             | 75.651                       |
| 2012 | 3.479.290         | 52.526                             | 80.274                       |
| 2011 | 3.754.155         | 51.916                             | 86.973                       |
| 2010 | 3.823.393         | 51.264                             | 92.218                       |
| 2009 | 3.755.935         | 46.429                             | 99.501                       |
| 2008 | 4.434.638         | 54.536                             | 125.107                      |
| 2007 | 5.044.087         | 58.627                             | 140.806                      |
| 2006 | 5.000.663         | 55.561                             | 141.727                      |
| 2005 | 5.169.256         | 50.245                             | 140.851                      |
| 2004 | 5.093.914         | 48.135                             | 145.443                      |
| 2003 | 4.586.027         | 47.145                             | 139.109                      |
| 2002 | 4.510.992         | 48.252                             | 145.036                      |
| 2001 | 4.932.648         | 45.597                             | 139.660                      |
| 2000 | 5.626.034         | 50.658                             | 149.873                      |
| 1999 | 6.104.086         | 47.175                             | 152.103                      |
| 1998 | 6.663.125         | 43.656                             | 153.473                      |
| 1997 | 6.865.965         | 39.964                             | 162.381                      |

### Verkehrsreichste Strecken
| Rang | Stadt                       | Passagiere | Fluggesellschaft            |
| ---- | --------------------------- | ---------- | --------------------------- |
| 01   | Las Vegas, Nevada           | 386.130    | Allegiant, Southwest        |
| 02   | Los Angeles, Kalifornien    | 223.190    | American, Southwest, United |
| 03   | Denver, Colorado            | 219.770    | Frontier, Southwest, United |
| 04   | Phoenix–Sky Harbor, Arizona | 217.760    | American, Southwest         |
| 05   | Salt Lake City, Utah        | 146.510    | Delta                       |
| 06   | Dallas/Fort Worth, Texas    | 112.290    | American                    |
| 07   | San Francisco, Kalifornien  | 104.790    | United                      |
| 08   | San José, Kalifornien       | 086.270    | Alaska, Southwest           |
| 09   | Seattle, Washington         | 084.880    | Alaska                      |
| 10   | San Diego, Kalifornien      | 079.100    | Southwest                   |